# Trevico-Torino - Viaggio nel Fiat-Nam
Trevico-Torino - Viaggio nel Fiat-Nam és una pel·lícula dramàtica italiana del 1973, una docuficció escrita i dirigida per Ettore Scola. És una descripció realista de les difícils condicions de vida dels que havien immigrat del Sud d'Itàlia per treballar a la Fiat.

## Argument
Fortunato Santospirito és un jove originari de Trevico, a la província d'Avellino, que marxa a Torí per treballar a la Fiat. Les seves primeres imatges de la ciutat són l'atri de l'estació de Porta Nuova, la casa de la caritat i el dormitori públic.
Es troba amb un sacerdot que li explica la situació dels immigrants i li dona la primera informació; a Porta Palazzo fa amistat amb un sindicalista comunista, també de Campània. Les seves visites posteriors al treball són els llocs de trobada dels meridionals i els grups d'extrema esquerra.
Amb una barreja de documental i ficció, la pel·lícula retrata els diferents problemes que ha d'afrontar Fortunato: el de l'habitatge, la distància dels éssers estimats, el racisme, les condicions laborals, l'amor no correspost per una noia de classe mitjana, antiga estudiant que ha abandonat la seva classe de referència per unir-se a la protesta. A través de l'experiència de la fàbrica i la relació amb el sindicalista i la noia, neix en Fortunato la consciència de la seva pròpia condició d'explotat.

## Repartiment
- Paolo Turco - Fortunato Santospirito
- Vittoria Franzinetti - Vicky
- Vittorio Franzinetti
- Stefania Casini

## Producció
La pel·lícula es va rodar amb 16 mm i amb un equip reduït per Unitelefilm, la sala de cinema del llavors PCI, escrita i dirigida per Ettore Scola i guionitzada pel periodista torinès Diego Novelli, que dos anys després esdevindria alcalde de Torí.
A excepció dels actors principals, tots els altres no són professionals: en els títols, els actors i els tècnics es presenten en ordre alfabètic pur, sense cap indicació de paper. El terme Fiat-Nam del títol fa referència al Vietnam i a la guerra del Vietnam, que s'acabava en el moment de la pel·lícula.
El 2018 el Museo Nazionale del Cinema de Torí i la Fondazione Cineteca di Bologna van dur a terme conjuntament una restauració digital de la pel·lícula, a partir del negatiu original de 16 mm conservat a l'Istituto Luce Cinecittà de Roma.

## Crítica
La pel·lícula va tenir sobretot ressenyes polítiques.
| «                 | Realista i modesta, rabiosa i dolorosa, més cruel que tendre (...) Potser s'equivoca en forçar els seus temes per a fins polèmics més enllà dels límits de la credibilitat". | » |
| — Paolo Valmarana | |   |

| «                 | La primera part, amb un aspecte documental, és la millor. Scola és molt eficaç per mostrar-nos què passa amb l'immigrant del sud a Torí (...). Al nostre parer, el to impassible i dolorós del documental s'havia de mantenir fins al final. | » |
| — Alberto Moravia | |   |